# 清真学園高等学校・中学校
清真学園高等学校・清真学園中学校（せいしんがくえんこうとうがっこう・せいしんがくえんちゅうがっこう）は、茨城県鹿嶋市宮中伏見4448-5に所在し、中高一貫教育を提供する私立共学高等学校・中学校。略称は『清真』あるいは『清真学園』。

## 概要
鹿嶋市中央部を南北に貫く台地から北浦湖畔の低地にかけての勾配上にあり、高低差が激しい学校である。隣には鹿島神宮・御手洗池を擁する常緑鹿島の森が広がっていることもあって、構内も自然に恵まれており、一年を通じて野鳥や昆虫が多く見られる。
2006年度よりPacific Lutheran College（オーストラリア・カラウンドラ市）と姉妹校協定を結び、2007年度には茨城県の私学としては初のスーパーサイエンスハイスクール（SSH）指定を受けた。SSH研究発表会・セミナーなどを通し、多くの大学・企業と活発的な学術交流を行うほか、独自の理系型カリキュラムを取り入れている。

## 沿革
鹿嶋市はかつて「陸の孤島」とも呼ばれ、第一次産業以外に目立った産業がなかった。その状況を打破し、鹿島地域に新しい工業地帯を作るためには、宅地開発・インフラ整備と共に、人材の育成が急務となった。そんな地元の要望に応え、また鹿島開発事業を完遂させるべく、中高一貫の私立校が設立されることとなった。現在では人材育成はもとより、大学進学に重点を置いた教育を進めている。
校名「清真」はこのような経緯から生まれた初代理事長・岩上二郎の造語であり、古典などからの引用ではない。また、中国語で「清真教」とはイスラム教を意味するが、そちらとも全く無関係である。
- 1961年 - 鹿島臨海都市計画マスタープラン策定
- 1975年 - 清真学園設立準備財団認可
- 1976年 - 校舎建設起工
- 1977年 - 学校法人及び学校の設置認可
- 1978年 - 清真学園高等学校・中学校開校、第1回創立記念祭（後の創陵祭）、第1回強歩大会（後の体育祭）開催
- 1981年 - 高等学校・中学校それぞれの第1回卒業式を実施[6]
- 2006年 - Pacific Lutheran College（オーストラリア・カラウンドラ市）と姉妹校締結
- 2007年 - 文部科学省スーパーサイエンスハイスクール指定
- 2012年 - 文部科学省スーパーサイエンスハイスクール再指定(2期目)
- 2015年 - Princess Chulabhorn Science High School Phitsanulok（タイ・ピッサヌローク県）と提携校調印
- 2017年 - 文部科学省スーパーサイエンスハイスクール再指定(3期目：2021年まで)
- 2022年 - 文部科学省スーパーサイエンスハイスクール再指定(4期目：2026年まで)

## 教育方針
高校は、普通科しか設置されておらず、体育科、理数科、英語科、特別進学コースなどの特殊なカリキュラム編成の学科やコース区分は存在しない。

これは、『文武両道』の精神の下、学業・部活動（文化系含む）・行事・学校自治等において、全生徒が偏ることなくその責任と義務を負い、かつ精進するという目標を掲げているからである。なお、体育系の部活に加入することを勧めているのではない。

## 教育指導
将来的に大学進学を希望する者を対象とした、中学校・高等学校六年一貫型の全人教育を主として掲げている。

### 六年計画
中高一貫教育の利点を生かして中学校・高等学校の所定カリキュラムを概ね5年で終わらせ、それによって生まれた余裕時間を、志望する進路や各科目の習熟度に応じて柔軟に利用できるようにしている。具体的には2016年現在、6年間を前期・中期・後期の3つに分け、成長段階に応じた教育を実践している。
- 前期 - 中学1年・2年。少人数での学級運営をすることにより、1人ひとりに綿密な指導を行う。基礎学力を高めるため、英語・国語・数学に充てる時間を増やし、基準以下の成績の場合は補習や復習テストを行う。同時に、部活動等の教科外活動も重視し、基礎体力と精神力の鍛練、情操の陶冶をはかる。
- 中期 - 中学3年・高校1年。将来について考える授業を設け、キャリアガイダンス、進路学習、大学講師によるセミナー、職業体験などを通して論文を書き、将来進路についてはっきりとした目標をもつようにする。授業では演習や習熟度別講座を多く取り入れ、生徒数に比して豊富な教員により、個々の生徒の個性に応じたきめ細かな指導を行う。加えて部活動・課外活動にも力を注いでいく。
- 後期 - 高校2年・3年。進路志望の達成を期し、文系と理系の分離が始まる。課外補習・土曜講習・SEA（清真エキストラアカデミー）・夏季講習・冬季講習等を利用し、演習科目等を充実させ、それを通じて弱点を発見し、補強を行っていく。学業以外では全生徒の模範として各活動の統率決定に携わり、規矩となる社会的責任のある行動を取るよう尽力する。後半では大幅な選択授業制が導入され、徹底した指導と自己管理の元、各々が自分の進路に向かって邁進・驀進し、生徒全員が第一志望大学への現役合格を目指す。

なお、高校での入学試験に合格して新しく高校から入学する生徒は、中学から進級した内部生とは区別され、最初の1年間は1つのクラスとしてまとまって、主要教科では別授業を受ける。これは、通常の公立中学校と学習スピードが違うことにより生まれた内部生との格差を埋めるための措置である。ただし、芸術や体育実技などは進度にこれといった差がないので、内部生と合同で行う。

### 学園生活関係
- 学生の本分は勉学に励み努めることであるとし、アルバイト、自動車やバイクの運転免許取得は原則として禁止されている。
- また、髪の脱色・染色、ピアスなどの装飾具の着用、制服の着崩し・改造、制服以外の服装での登下校も禁止である。これは社会で必要な規律遵守性を身につけるためである。
- 土曜日には土曜講習が開かれ、原則として全ての生徒が登校を義務付けられている（あくまで「講習」である限り、おおよそ午前中で授業は終わるが、感覚的には平日の延長である）。また、夏休み・冬休みには夏期講習・冬期講習が開講され、こちらも大多数の生徒が登校を求められる（こちらは1・2時限で終了する場合も多い）。
そして、土曜講習・夏期/冬期講習ともに任意の選択授業があり、授業の演習・復習などのメジャーなものから、朗読会、人生論、第二外国語（年によりフランス語、ドイツ語、中国語などが開講される）など高校としては珍しいものまである。
- SSH指定校ということもあり、英語・数学・理科の分野で独自の教科を持っている[9]。また、授業・課題ともに独自の教材を使うことがある。
- 実践的なプレゼンテーション能力を磨く育成プログラムを導入しており、総合学習、研究成果の発表会・交流会などの場だけでなく、英語研修講座や総合学習プレゼン講座などが開かれている。また、有志で English in Action（主宰：NIC International College in Japan）など英語コミュニケーション能力向上のための講座を受講している。
- 学力によっては、学費免除など特別奨学制度の適用を受けることができる。また、学校独自の育英制度（給費・貸与）などもある。

### 学力向上関係
- 1年を前期・後期に分ける2学期制であり、前期・後期にそれぞれ中間考査・期末考査と呼ばれる学内定期考査が行われる。その2週間前からは学習専念期間が設定され、全ての部活動が停止する。これら期間中は部活の自主練習も自粛が求められる。
- 学園全体では年20回以上の外部模試が開かれ、生徒は申請すれば受けることができる（強制的に受けなければならない試験もある）。さらに東京都・水戸市・千葉市などで開かれる外部試験の申請用紙も自習室や職員室に置いてあるため、自由に申請することができる。
- 中学初期からグレード制（習熟度別クラス制度）が導入されており、教科別・レベル別に授業形態が変わる。生徒は上記の定期考査や外部模試等を基にクラス分けされ、各自の習熟度にあったクラスで授業を受ける。これによって、全体としての学力向上が図られている。
- 中学から高校へはほぼ全ての生徒が高校進学ができる仕組みになっている。しかし、特別模試や校内アンケート等を随時行い、中高一貫校の3・4年目で陥りやすい「中だるみ」状態にならないよう調整している。
- 大学受験で有利になる場合もあるため、資格試験の受験も推奨している。その場合は校舎が受験会場になるほか、団体割引が利くことがほとんどである。例として、実用英語技能検定（英検）、実用数学技能検定、日本数学オリンピック、漢字検定などの会場として選ばれている。
- 中高一貫ということもあって、本来6年弱で完了する文部科学省の学習指導要領カリキュラムを、上述のように概ね5年で終わらせる。その後の1年間は復習や弱点対策と共に、大学入試対策と呼ばれる実戦的な特別授業を行い、力をつけていく。高校3年生になると、後述の体育祭を最後に大きな行事に関わることはなくなるので、受験勉強を本格的に開始することになる。
- 高校3年生になるとSEA（清真エキストラアカデミー）と呼ばれる特別講座が開かれ、昼休み・放課後・休日などに、自分で選んだ科目を学ぶことができる。
- 高校3年生は12月の授業終了時点から自由登校となり、その後には特別直前講習が開かれる（任意出席）。 なお、大学入試センター試験は生徒の9割以上が受験するため、学校がバスを出し、宿泊施設も手配する（近年は筑波大学で受験している）。そして自己採点・分析を行い、各々の私立入学試験や国公立大学二次試験に向けて最後の追い込みをかける。

## 学生自治
清真学園では学生自治が極めて進んでいる。生徒会による学園生活自治以外にも、クラスマッチから修学旅行まで、ありとあらゆる行事が各委員によって毎年計画されている。中でも有名なものは2大行事と呼ばれる体育祭と創陵祭（創立記念祭・文化祭）であり、開祭の何ヶ月も前から高校2、3年生を中心に大規模な運営委員会が立ち上がり、予算・物資・人員・警備・放送等のほとんどを生徒のみの手で管理・運営している。個々の委員会は生徒会などとは完全に独立した組織であり、最高責任者である運営委員長（本部役員長）は、生徒会長選挙と同じく直接選挙により選出される。
これらは「教育活動の重点」にも示されており、特別活動については下記のようになっている：

## 施設

### 建造物
大きな建物は全部で8つ。坂が多い土地なので、複雑な構造や立地をしている。(例：本館棟2階から階段を上り、渡り廊下を歩いていくと、高校棟の1階にたどりつく)
多くの建造物は、渡り廊下や屋外通路などを通じて、「ピロティー」という赤レンガ広場を中心にしておおよそ円形につながっている。
- 本館棟 - 学園の中心部に位置する、学園内で最も大きい建物。講堂・食堂・購買部・ロビー・清真学園図書館・視聴覚室・音楽室・英語科研究室・大会議室・事務室・放送室・保健室などが入っている。
- 中学棟 - 中学生が学ぶ校舎。中学職員室[13]・数学科研究室なども入っている。
- 高校棟 - 高校生が学ぶ校舎。高校職員室[13]・社会科研究室・国語科研究室・進路指導室・自習室・パソコンルーム・情報処理室・生徒会室なども入っている。
- 理科棟 - 理科・家庭科に関する情報設備・実験器具等が入っている校舎。各実験室・各講義室・理科研究室・家庭科教室・被服実習室が入っている。
- 美術棟 - 美術・技術造形をするときに利用する校舎。1階部分は吹き抜けで、校舎全体は柱に支えられた2階以上に存在する。3階は天体観測所となっており、ドーム型をした屋根が特徴。
- 体育館 - 2つ存在し、それぞれ第一体育館、第二体育館と名前がついている。ランニングデッキ・シャワー室・体育科研究室がある。
- 清和塔 - 学園内で最も高い建物。校章『清真』が目立ち、時計塔の役割もしている。中は貯水槽となっているが、一般生徒の立ち入りは禁止されている。

### 地勢
学園内は高低差があるが、斜面を除けば上部と下部はそれぞれ平らな土地が広がっている。上記の建造物は全てが上部か斜面に建っている。
小さな建造物や構造物については以下のとおり。
- 《上部》北門、北駐車場、北駐輪場、ピロティ（赤レンガ敷き広場）、上部グラウンド、トレーニングルーム、ビオトープ、温室ハウス、岩上二郎初代理事長の銅像、部室プレハブ、生徒活動室（2大行事委員会本部プレハブ）、武道場
- 《斜面》大小あわせ4つの外階段、渡り廊下（中学棟－本館棟－高校棟）
- 《下部》正門、南門、南駐車場、南駐輪場、来客用駐車場、職員用駐車場、野球場、ブルペン、浄水施設、屋外プール、和弓道場、正門ロータリー、蜂場

加えて部活動では、硬式テニス部・サッカー部が、隣接施設である鹿嶋市まちづくり市民センター（旧清真学園女子短期大学）のテニスコートとサッカーグラウンドを、それぞれ毎日のように使用している。

## 環境
14万平方メートルという、鹿行（県東）地域の高等学校・中学校で最大の敷地面積を持っている。これは東京ドームの3倍、カシマサッカースタジアムの4.5倍の大きさに匹敵する。
また、敷地内の最大高低差は27メートルである。敷地のすぐ隣を鹿島臨海鉄道大洗鹿島線、国道51号鹿嶋バイパスが通っているが、多くの木々に囲まれているため、全体は静かな環境である。内訳は、建築面積が約5％、グラウンド等に利用されている面積が約55％、芝生や林などといった緑地面積が約40％となっている。
植えられている木の種類も様々で、サクラ・イチョウ・カエデ・コナラなどの落葉樹が多いが、スギ・マツなどの常緑樹も植えられている。春には桜にツツジ、秋は紅葉に彩られ、加えて常盤木の緑に包まれた構内は、一年を通して豊かな自然の変化を肌で感じることができる環境となっている。
さらに、観賞植物や授業で使う実験植物とは別に、栽培している食用植物もあり、ゴーヤー・サツマイモ・ジャガイモなどが毎年収穫されている。これらは放課後に調理して振舞われることもある。また、バナナの木も生えている（これは食用ではない）。
鹿嶋の地が開発の道を進んだなか、敷地は広大な上に緑に恵まれ、生息している動物の数や種類も多い。それには小型動物（昆虫含）の他、キジ・タヌキ・ネコなどの中型鳥獣も含まれている。
また水環境も多彩で、自然湧水・人工池・沢・用水路などもあるので、プランクトン・フナ・ヤゴ・ホタル・アサザなど、そこに住む水棲生物の種類も豊富である。
以上のように様々な自然環境が整っているため、それらの生態をサンプルとして観察・調査する授業やゼミも多い。

## 交流事業

### 国際交流
国際交流では、2006年度よりPacific Lutheran College（オーストラリア・カラウンドラ市、略称PLC）と姉妹校協定を結び、一年を通してお互いの母国語で文通をしたり、地産品等を送ったりしている。
そして夏期休業時には、教師を含め30名弱が10日間ほどホームステイする。従来は清真から派遣する年とPLCから訪問する年が交互に来るように設定されていたが、その後6月から7月にかけてPLCが、8月に清真が、それぞれお互いの学校へ生徒を派遣するようになった。この間に派遣生は日本やオーストラリアの文化に触れつつ、スポーツや研究交流を通して交流を深めている。たとえばPLCから来た生徒には、茶道・習字・剣道・神宮参拝などの体験以外にも、各クラスやラグビー部が交流会をして親睦を深めたり、ゼミの発表会に参加したりしている。
また、清真から向かう生徒は、PLCのほかシドニー大学、シドニー・オリンピック公園で研修を受け、異文化に触れ合うことができる。
これとは別に、留学生の受け入れも行っている。数名の留学生が在籍し、一般の生徒と同じように学校行事や部活動に携わりつつ、勉学に励んでいる。また、夏期休暇を利用して中国や韓国へ短期留学することも推奨している（ただしこれは鹿嶋市主催のものである）。

### 学術交流
学術交流では、大学・大学院・企業・研究所などから講師を招き、毎年6、7回の講演会が開かれている（1回につき平均4人）。稀ではあるが、生徒全員が講堂に招集され、さらに一般人や他校の生徒・教師をも招待する大規模なものになることもある。すでに100名を超える教授・会社役員・研究者が呼ばれており、それぞれが大きな成果を残している。またSSHゼミでは文部科学省の成果発表会により、他校の様々な研究成果を見ることができ、同じ分野の研究に関して見識を深めることができる。
その他にも、長期休業時に各大学・企業を訪問してそこに滞在し、その研究内容を見学することも多い。中には、まだ世に発見されていなかった法則を発見し、大学や教授陣から今後の発展に期待を寄せられているゼミも存在する。
また、SSH関連以外でも、全国大会に出場して成果を挙げているものもある。
これら学術交流には職業研修の側面もあり、訪問先の仕事や研究に関心を持つことで、自分の進路を決定する手助けにもなっている。

## 行事
- 4月 - 入学式・始業式、団結式・対面式、中1宿泊学習、体育祭
- 5月 - PTA総会
- 6月 - オープンスクール、姉妹校交流(PLC来校)
- 7月 - 夏季休暇（-8月）、夏期講習、中2宿泊学習、SSH研修、清真サイエンスラボ
- 8月 - 英語研修、高1勉強会、体験入学会、夏期講習、English in Action
- 9月 - 創陵祭（2日間）、創立記念日、学校案内日
- 10月 - 中3修学旅行、オープンスクール、学校案内日、職業座談会、演劇鑑賞会、アメリカ大学視察研修
- 11月 - 合唱コンクール、SSH成果発表会、学校案内日
- 12月 - 冬季休暇（-翌1月）、高1宿泊学習、高2学習合宿、冬期講習
- 1月 - 中学高校入学試験、SSHタスマニア島研修、百人一首大会
- 2月 - 中3職業体験会、SSH成果発表会
- 3月 - 総合学習発表会、卒業式・終業式、学年末休業（-4月）

上記以外に年4回の定期考査があり、その他にも外部模試・講演会などが多数開かれている。
またこの他、入学希望者などには学校案内日やオープンスクール、体験授業などが年に数回開かれている。
多くの行事の中でも、全学年規模で執り行われる体育祭・創陵祭は毎年盛大に催され、さらに門戸も自由開放される数少ない機会であるため、学内生徒教師以外にも、保護者・家族・親戚・他校生徒教師・入学希望者・卒業生等が押し寄せ、来場者は体育祭では1日に3,000人以上、創陵祭では2日間でのべ20,000人以上にも及ぶ。詳しくは下記を参照。

## 体育祭
例年、昭和の日に行われる（荒天の場合は翌4月30日に順延）。単日開催。上部グラウンドが競技の舞台となり、A団からF団までの6つの団が総合優勝をかけて争う。
春休みに入る前から、高校3年生は準備に追われ、下の学年もそれを補佐する形で準備に関わっていく。特に、競技『ダンス』で披露されるダンスは団ごとに違う創作であり、パフォーマンスを磨くためにもこの頃から練習を開始する。さらに団別の『応援席裏バックボード』、『マスコットキャラクター(着ぐるみ)』の製作も始まる。
4月になると新入生が入ってくる。所属の団はランダムに決まり、その後6年間（高校入学なら3年間）、原則として変わることはない。入学式終了後、団結式・対面式が行われ、体育祭が本格的に始動する。各団は団長を中心に個々人の出場競技を決定し、運営委員会本部と各係長がそれら全データを収集して、大会運営に支障がないように係員等の役割を振り分けていく(運営委員及び係員もどこかの団に所属しており、ダンス等の競技に出場する)。
体育祭まで2週間を切ると、ポスター宣伝・応援席設置・体育祭関連の放送・予行演習など、学園全体が体育祭中心になってくる。練習のためグラウンドや体育館が開放され、そのため部活動が停止期間に入ることもある。開催1週間前からは短縮型授業、そして前日の通常授業は廃止され、午前は予行演習、午後は準備にまわされる。
当日。開祭が宣言されると、駐車場は満員となり、臨時駐車場がいたるところに設けられ、競技場のトラック以外は人の波で埋め尽くされる。種目は毎年多少変化するが、およそ20種目である。年によっては外部参加型競技もある。最後の競技・フォークダンスでは、生徒・教師全員が団や学年の垣根を越えて2つのダンスを踊る。そして閉祭式が行われ、総合優勝が決定し、優勝杯が渡される。
その後、運営委員・係員により片付けが始まり、約2時間で元の上部グラウンドに戻る。次の日は振替休日となるが、運営委員は資料整理や本部撤収のため、2・3日程度登校する場合が多い。
なお、体育祭運営の中心を担ってきた高校3年生にとっては、この体育祭が最後の大行事となる。最後の思い出作りを終えた彼らは、受験勉強を本格的に開始する。

## 創陵祭（そうりょうさい）
例年、9月半ばの土日に行われる。2日間の連続開催。学園全体が舞台となる、学校の創立を記念し祝う文化祭である。
早いところでは体育祭終了後からクラス・部活・ゼミ・有志・卒業生などのくくりで人々が集まり、各々の企画を計画し、実行に移す。企画申請が多いときには運営委員会本部との面談による選考が行われ、それに通った場合、予算が配分される。各企画の責任者及び会計担当者はこれを管理・記帳し、発生した余剰分は終了後に返還しなくてはならない。また、創陵祭でも体育祭と同じく運営委員会本部が指揮を執り、企画に不備や違反があると勧告・警告する。
開催前1週間は短縮型授業、そして2日前からは通常授業を廃止し、各企画による教室等の会場改装が始まる。申請をすれば20時まで学校に残って作業することもでき、生徒の出入りも自由となる。なおこの間、高校3年生は自由登校である(近年は鹿嶋市まちづくり市民センターで模試が開かれている)。
1日目の最初に開祭宣言がされると、千単位の人々が押し寄せ、体育祭と同じく臨時駐車場が設けられる。企画の内容は非常に多岐にわたっている。さらにそれを行っている場所も様々で、教室、講堂、ロビー、ピロティ、グラウンドなど、学園全体に及んでいる。その上、時間や日程によって企画が変わる場合もある。
創陵祭終了後、各企画で片付けを行い、本部への決算報告が行われて、一通り終了となる。次の月曜日は土日の振替として休日となる。ただし体育祭と同様、運営委員は何日か登校する場合が多い。
なお、創陵祭の中心を担っていた高校2年生は、11月以降にはSSH関連の発表会等が控えているので、創陵祭後はその準備に追われることとなる。

## 生徒会
毎年9月、生徒会長になろうとする者が立候補し、生徒による直接選挙で最多票を得た者が生徒会長に選出される。その会長が他の役員を指名し、生徒会を組織する（会長・副会長・幹事・会計・書記）。生徒会は生徒の信任を受けた常設機関として絶大な権限を持っており、最高議決機関とされる『生徒総会』では、予算・決算・役員選定などの重要な事項を生徒内で決める。
これに次ぐ議決機関として『代表委員会』があり、各ホームルームの委員長・副委員長、各専門部長をもって構成され、予算の修正、会則の改正、役員の決定などが行われる。
生徒会のもとには執行機関があり、生徒会長が主宰して、生徒会活動の具体案作成とその施行にあたる。その下には専門部という独立機関が設けられており、総務部・生活部・体育部・文化部の4つの専門部が会長を補佐している。
他にもホームページを利用した広報活動、マナーアップ運動、エコキャップ運動、2大行事（上述の体育祭・創陵祭）での募金活動など、様々な運動を展開し、学生生活を守っている。

## 部活動・同好会・研究会
清真学園では、複数の部活動に参加すること（兼部）が認められている。また、入学して1ヶ月間の体験入部期間には入部届を出さずとも各活動を体験することができる。また、何か部活に入るよう強制されることはないが、文武両道の精神からも入ることを推奨されている。
なお、規定により、同好会・研究会は高校生しか入会することができない。ただし、会員が集まって部に昇格した場合には、中学生も入部することができる。
以下に著名なものを挙げる。すべての部活動に関する詳細情報は、公式Webサイトの 部活動一覧（運動部）、部活動一覧（文化部） を参照。
- 運動部
  - ラグビー部 - 同県つくば市の茗溪学園とともに強豪校として全国的に広く知られている。卒業生にもプロ選手が多い。
  - 少林寺拳法部 - 県代表にほぼ毎年選ばれている。
  - 水泳部 - 第一回ウォーターボーイズ選手権準優勝。
  - 剣道部 - 文武両道を目指し、日々精進する。なお剣道は、通常体育の実習競技にもなっている。
  - 弓道部 - 第61回全国高校総体で男子団体が優勝した。
- 文化部
  - 音楽部 - 地元で独自の演奏会を開催するなど、知名度が高い。県代表常連の部活。県内唯一のフルオーケストラを有し、プロの音楽家を多数輩出している。
  - 天文部 ‐ 学内には大きな天文ドームがあり、月１～2回天文合宿が行われる。
  - 演劇部 - 元々同好会だったが、2011年に関東大会出場を果たし[25]、その功績が認められて翌2012年度から部活へ昇格した。

「部活動・同好会規定」に則って新しい部活動や同好会を創設することも可能である。また、これらの部活動は、それぞれの大会等で成果を出すだけでなく、創陵祭等で企画を作ったり、地域のイベントに参加したりなど、幅広く活動している。

## 委員会
常設の委員会としては、生徒会の下部組織としての委員会がある。予算委員会・総務会計委員会・生活委員会・保健委員会・図書委員会・新聞委員会・放送委員会・文化体育部委員会があり、生徒会のもと、それぞれ独自に活動を進めている（当然、生徒会がそれを調整する）。また、「代表委員会」というものもあるが（前述）、これは委員会名ではなく議決会議の名称であり、「代表委員」という委員がいるわけではない。
対して、臨時的な委員会には生徒会との上下関係はなく、完全な独立組織として協力関係にある。中でも上記2大行事の運営委員会が特筆的であり、他の委員会に比べ桁違いの選挙・投票が行われ、高校生としては莫大な額（50万円～100万円以上）の予算運営が求められる。
ただし、この2つの組織の役割と規模は互いに大きく異なっている。
体育祭運営委員会は体育祭の一切合切全てを調整・監督し、一手に取りまとめる必要があるので、約10名の本部役員の下に、各係長を中心とした係（出発審判係・用具係・警備係など）と、各団長を中心とした6つの団とが入る。よってこの時は、生徒・教師全員が含まれる千人強の巨大な上下ピラミッドが構成されることとなる。
対して創陵祭の場合、規則違反をした企画に運営委員会が注意勧告することはあるものの、各企画の運営は基本的にはそれぞれの企画の自主性に任されている。したがって、運営委員会本部の仕事としては、各企画を監督する他には、当日へ向けたパンフレット配布やポスター掲示などが主である。よって本部構成員は50名程（放送委員・保健委員を含む）に留まり、他の生徒は各企画の責任者を中心に動くこととなる。
他にも学年や時期によって選挙管理委員会・宿泊学習委員会・卒業アルバム製作委員会等が次々と組織され、同じく責任者を中心に仕事を行っている。これも生徒会と独立した組織である。
加えて、これに近い名称に「係」がある。この用語には
- 各クラスで設定される役割分担
- 体育祭の役割分担

の2つの意味があり、この2つは全く別のシステムである。前者の「係」は1年間を通して必要な仕事をする常設組織（委員会に所属して活動するものと、教材移動などクラス内のみの仕事をするものとがある）であり、後者の「係」は体育祭のための臨時組織として運営のための仕事を担う。

## 進学先・卒業後
大学・大学校・短大の進学先は清真学園ホームページで確認することができる。
卒業生は卒業10周年、20周年といった節目で同窓会を開いており、卒業後も中学・高校時代の結束は強い。
また、毎年多くの卒業生は職業座談会や講演会などに呼ばれ、その職業や受験についてのアドバイスを後輩に伝える。これにも毎年20名以上のOB・OGが来ることから、学校とのつながりも強い。

## 著名な出身者

### ラグビー
- 和田康二 - ラグビー指導者（現慶應義塾體育會蹴球部GM）
- 栗原徹 - ラグビー選手（元NTTコミュニケーションズシャイニングアークス所属、元日本代表）
- 堺田純 - ラグビー選手（元パナソニック ワイルドナイツ所属）
- 青貫浩之 - ラグビー指導者（現慶應義塾體育會蹴球部監督）
- 君島良夫 - ラグビー選手（元日野自動車レッドドルフィンズ所属）
- 小峰徹也 - ラグビー選手（元NTTコミュニケーションズシャイニングアークス所属）
- 大塚大輔 - ラグビー選手（元コカ・コーラレッドスパークス所属）
- 川本祐輝 - ラグビー選手（NTTコミュニケーションズシャイニングアークス所属）
- 南篤志 - ラグビー選手（釜石シーウェイブス所属）

### その他
- 小沼巧 - 参議院議員、元経済産業省官僚
- 小川晶 - 前橋市長、前群馬県議会議員、弁護士
- 瀧口浩一 - 立命館大学教授・電子工学（光エレクトロニクス）
- 中村智樹 - 東北大学 大学院理学研究科 教授・理学部 地学専攻 地球惑星物質科学講座 初期太陽系進化学分野
- 石川栄一 - 筑波大学脳神経外科教授
- 中原仁 - 慶應義塾大学神経内科教授
- 児玉高志 - 九州工業大学機械知能工学教授
- 額賀澪 - 小説家

## 学園周辺
授業等でもよく使う隣接施設として、以下の施設があげられる。
- 鹿嶋市まちづくり市民センター（旧清真学園女子短期大学）

それ以外にも、以下の施設にはほぼ徒歩10分以内で行くことができる。
- 鹿島神宮奥宮・御手洗池・要石
- 鹿島神宮駅
- 鹿嶋市立鹿島中学校
- 鹿嶋市立中央図書館

またカシマサッカースタジアム、北浦とも近い。スタジアムは校内から見ることもできる。

## アクセス
清真学園の生徒であれば、スクールバス（2016年時点で7路線＋鹿島神宮駅行き特別便）を利用することができる。それ以外の来校者は、下記の方法で来ることが可能である。
1. 国道51号鹿嶋バイパス沿い、清和塔の『清真』の文字が目印（ただし、右左折する交差点が手前にあるため、注意が必要）
2. JR鹿島線・鹿島臨海鉄道大洗鹿島線で鹿島神宮駅下車徒歩15分、タクシーで3分
3. 鹿嶋市コミュニティバス「市民センター前」停留所下車、徒歩1分
4. 東京駅八重洲口より高速バスかしま号（鹿島神宮駅行きまたはカシマサッカースタジアム行き；途中の鹿島セントラルホテルまでしか行かない便もあるので注意）で約120分。鹿島神宮駅で下車し、その後は 2. に同じ。

鉄道やスクールバスを使えば、自家用車を使わなくとも水戸市・稲敷市・行方市・神栖市等の他、銚子市・成田市・旭市などの千葉県北東部も通学圏内となる。

## その他
- 茨城県では中学受験が実施される数少ない学校の一つということもあってか、毎年多くの小学生が入試に挑んでいる。清真学園の入試対策のみを専門に行う進学塾も多い。
- 男子生徒の冬制服は詰め襟であるが、黒色のいわゆる標準学生服ではなく濃紺色をしており、腰の部分に2つのスリットが入っている[29]。これは旧大日本帝国海軍の制服をモチーフにしたためであり、このデザインを採用する学校は全国的にも少ない。
- 自己管理用ツールとして、手帳の携帯が推奨されている。